# 三色真小鯉
三色真小鯉（學名：Cyprinella trichroistia）為輻鰭魚綱鯉形目雅羅魚科真小鯉屬的其中一種，分布於北美洲美國阿拉巴馬河流域，體長可達10公分，棲息在岩石底質的急流河川或水塘底中層水域，以昆蟲為食，生活習性不明。

## 扩展阅读
維基物種上的相關：三色真小鯉